# Nokia 6670

Nokia 6670 este produsă de compania Nokia.Caracteristica principală multimedia este camera de 1-megapixel capabilă până la o rezoluție 1152 x 864 pixeli.Alte caracteristici includ Realplayer media player pentru muzică în format MP3 și clipuri video, precum și editori de imagine și de film.
Rulează pe sistemul de operare Symbian tipic de telefoanele Nokia Seria 60, 6670 vine incărcat cu aplicații. Conține suita Quickoffice care permite utilizatorilor să citească Word, Excel și PowerPoint. Funcțiile obișnuite cum ar fi PIM calendar, to-do, note, calculator și wallet sunt prezente. 

## Caracteristici

### Conectivitate
- GPRS
- WAP
- Bluetooth
- USB

### Multimedia
- Camera foto de 1 megapixel
- Fișierele multimedia acceptate de Real Player: 
 .3gp, .amr, .mp4, .ra, .ru, .rm și .ram
- Real Player

### Performanțe
- Procesor TI OMAP 1510 ARM 925T 123 MHz
- Java MIDP 2.0
- Symbian OS v7.0s